# Sansevieria longistyla
Ne doit pas être confondu avec Sansevieria longiflora.
Espèce
Classification APG III (2009)
Sansevieria longistyla, également appelée Dracaena longistyla, est une espèce de plantes de la famille des Liliaceae et du genre Sansevieria.

## Description
Plante succulente, Sansevieria longistyla est une espèce de sansevières à feuilles de petite taille et larges (jusqu'à 33 cm de longueur et 7,3 cm de largeur), lancéolées, plates (mais enroulées à leurs bases), légèrement rugueuses, et de couleur bleu-vert foncé tachetées de manière irrégulière de zones plus bleu-vert plus claires avec des bords rougeâtres proéminents,. Elles poussent directement depuis leur rhyzome orangé, de 3 cm de diamètre, sans stipe à leur base. Les inflorescences mesurent de 48 à 58 cm de longueur, avec des pédoncules de 22 à 32 cm, un rachis de 21 à 27 cm, présentant une à trois fleurs par branche de couleur verdâtre à blanche.
Similaire à Sansevieria longiflora, elle a été identifiée comme espèce à part entière en 2004 par la botaniste britannique Isobyl Florence la Croix. Il existe par ailleurs une possible homologie entre Sansevieria longistyla et Sansevieria braunii.

## Distribution et habitat
L'espèce a été découverte dans le district de Salima (et possiblement dans les gorges de Njakwa) au Malawi et semble en être endémique. Elle pousse dans les fourrés et les rives sableuses des lacs vers 500 m d'altitude.

## Synonymes
L'espèce présente un synonyme, :
- Dracaena longistyla (la Croix 2004 ; Byng & Christenh., 2018)